# Botez (okręg Marusza)
Botez – wieś w Rumunii, w okręgu Marusza, w gminie Ațintiș. W 2011 roku liczyła 179 mieszkańców.